# 붉은꼬리열대새

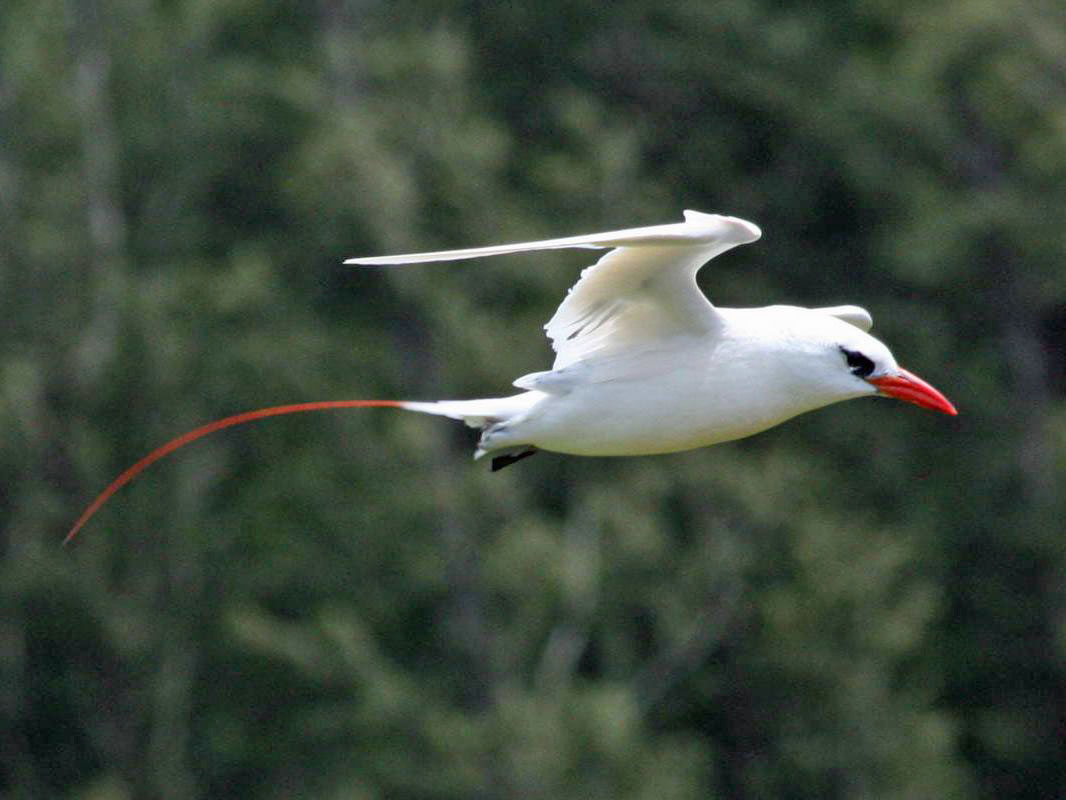

붉은꼬리열대새(Red-tailed tropicbird, Phaethon rubricauda)는 인도양과 태평양의 열대 지역에 서식하는 바닷새이다. 열대새(Phaethontidae)의 세 가지 밀접하게 관련된 종 중 하나이며 1783년 피터 보데르트(Pieter Boddaert)에 의해 기술되었다. 표면적으로는 제비갈매기류와 비슷하며 검은색 마스크와 빨간색 부리가 있는 거의 흰색 깃털을 가지고 있다. 성별은 비슷한 깃털을 가지고 있다. 속명에서 알 수 있듯이 성체는 몸 길이의 약 2배에 달하는 붉은 꼬리 끝부분을 가지고 있다. 4개의 아종이 인정되지만 몸 크기에 임상적 변이가 있다는 증거가 있다. 즉 북쪽의 새는 더 작고 남쪽의 새는 더 크다. 따라서 아종에 대한 근거는 없다.